# مش فريندز (مسلسل)

## القصة
دور أحداثه حول أزمة السكن من خلال 5 شباب و5 فتيات يتزوجون وتجبرهم الحياة علي العيش سويافى شقة فاخرة واحدة بحى الزمالك حيث يكتشفون في ليلة الدخلة المفاجاة حيث اكتشف كل منهم وجود الاخرين حيث تخيل كل منهم انه صاحب هذه الشقة وحده وتحدث بينهم العديد من المواقف الكوميدية من خلال اختلاف ثقافتهم وتربيتهم والفروق الخاصة بكل منهم تتولد المواقف الكوميدية حتي يستطيع كل منهم التخلص من الاخرين

## الأبطال

### تمثيل
| - علي الطيب: رودي - رشا أمين: بسنت - حسني شتا: د. طارق - داليا شاهين: رانيا - محمود إمام: خالد - ولاء الشريف: مروة - مصطفى عمر: عيد - إيمان الشريف: صباح | - كريم مغاوري: هشام - هاجر مصطفى: نيرمين - يوسف حلمي: طفل - سامي مغاوري:جوهر عبد العزيز ح3، 15 - إبراهيم أبو العطا:عبده القرش ح3، 9، 27 - عبد الوهاب خليل:صاحب الشقة ح4 - تامر سمير:سيد ح4 - سعيد صديق:نيازي ح5 | - وائل علاء: السفاح ح6، 7 - محمود حافظ:النقيب محمود حافظ ح6، 7 - عصام كفافي:الممرض ح10، دوبلير ح11، بهيج ح23 - جو فهمي: والد هشام ح10 - حسين نوح: ح11 - نادر علاء:ح11 - علي كمال: ح11 - رجوى حامد: ح18 | - منير مكرم:حامد أوفسايد ح 20 - نيرة عارف:المرأة الصينية ح21 - محمد عبد الهادي:صعيدي ح21 - أشرف فتحي:صعيدي ح21 - خالد خليل:صعيدي ح21 - أيمن نصحي:صعيدي ح21 - إيهاب فهمي: بهيج سعادة ح23 - ياسمين سمير:ضيف الحلقة 25 | - رانيا الخواجة:ضيف الحلقة 25 - عمرو مدحت:ضيف الحلقة 26 - سعيد عبد النعيم: ضيف الحلقة 27 - صلاح السايح: ضيف الحلقة 29 - ناجي: ضيف الحلقة 29 - سامر المنياوي: ضيف الحلقة 29 - أحمد الحسيني:ضيف الحلقة 30 |

### فريق العمل
- أحمد السيد: مخرج
- احمد الحسيني: مؤلف
- خالد حلمي: مؤلف

## الحلقات
| - 1-ليلة العمر - 2-تحقيق رسمي - 3-الجار والد - 4-كبسة - 5-فايزة بلا قيد - 6-في بيتنا سفاح 1 | - 7-في بيتنا سفاح 2 - 8-سيدتي الجميلة - 9-يوم باين من أوله - 10-شغل هشام - 11-قاتل بالإجرة - 12-خيال الراوي | - 13-كرسي الإعتراف - 14-رسالة من تحن الباب - 15-الحاكم بسنه - 16-أبو الرجال - 17-اللعب مع العفاريت - 18-بقت صلصا | - 19-صلح ليوم واحد - 20-طلعت أوت - 21-الطريق إلي إيطاليا - 22-أختبار الحمل - 23-دليل السعادة - 24-المسحوق الأخضر | - 25-كيد النسا - 26-أعطيني حريتي - 27-موعد مع الرئيس - 28-أنتخابات نار - 29- أنا بسنت - 30- على يد محضر |